# La Péri (Dukas)

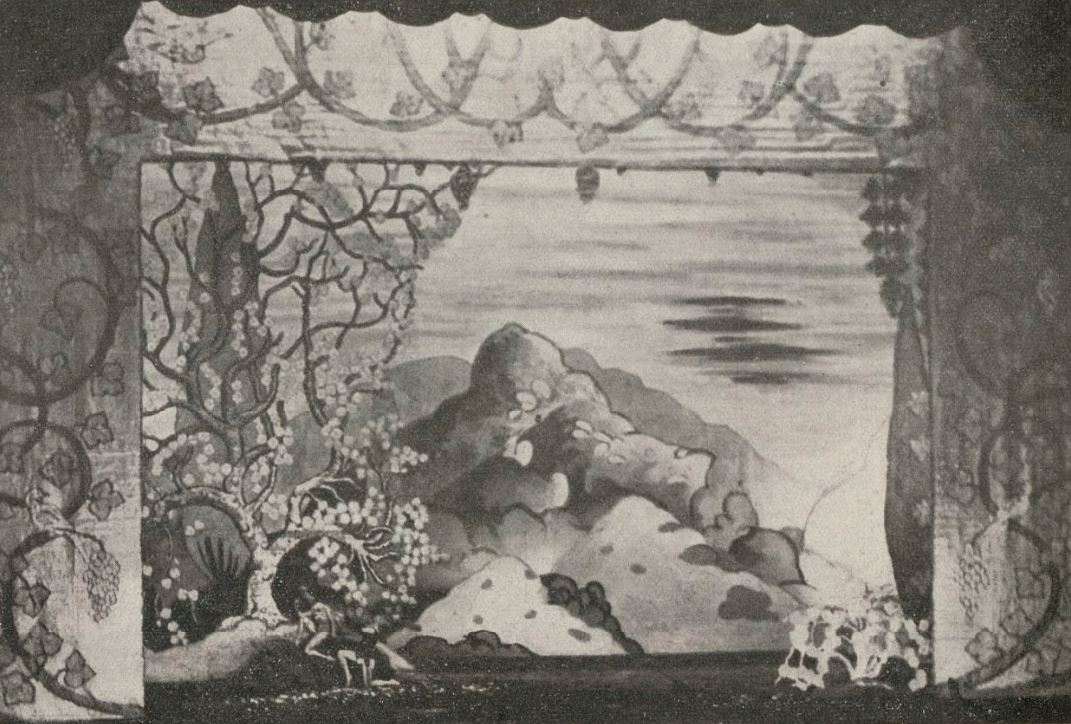
Bühnenbild (1921)

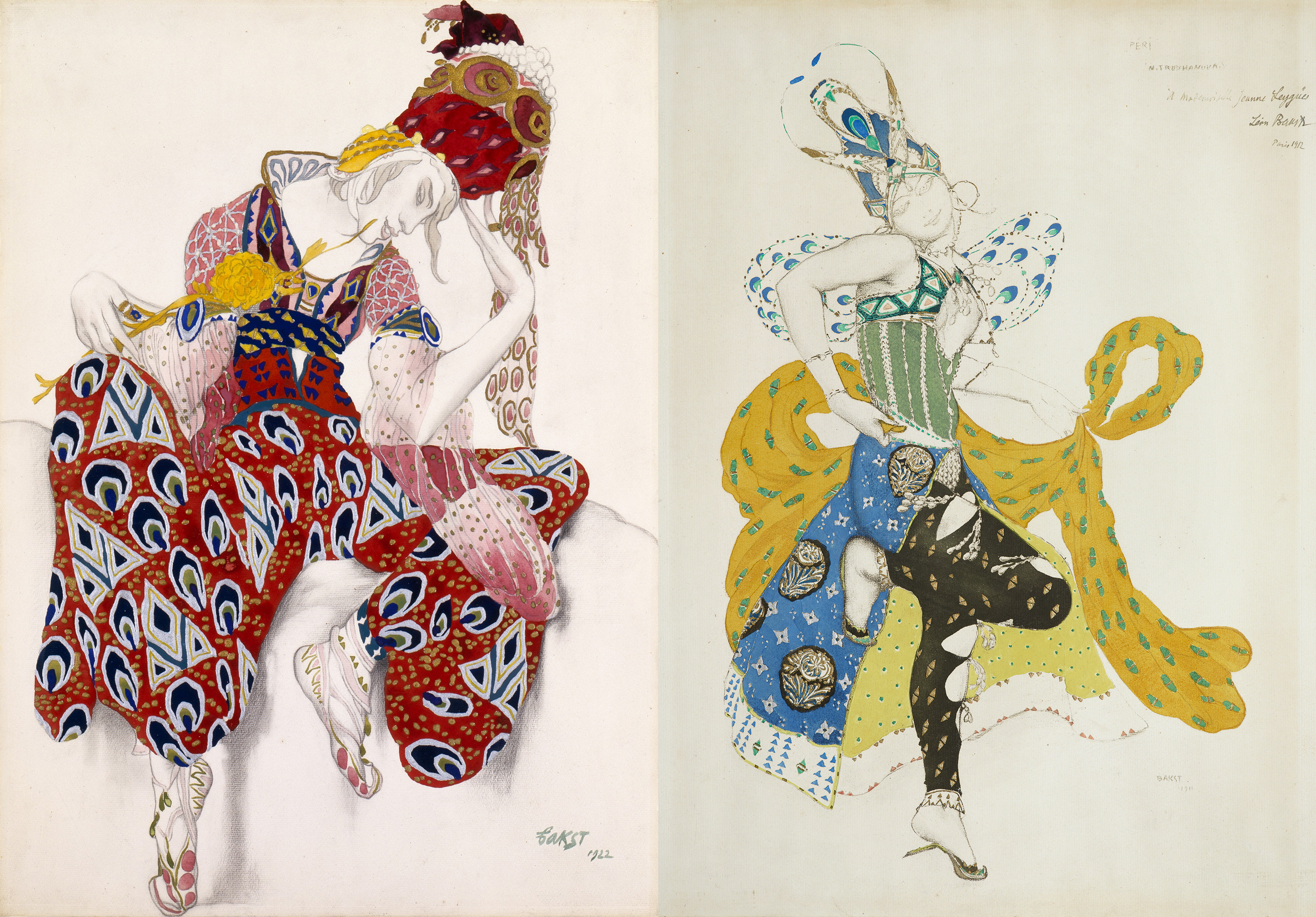
Kostümentwürfe für La Péri (Léon Bakst)

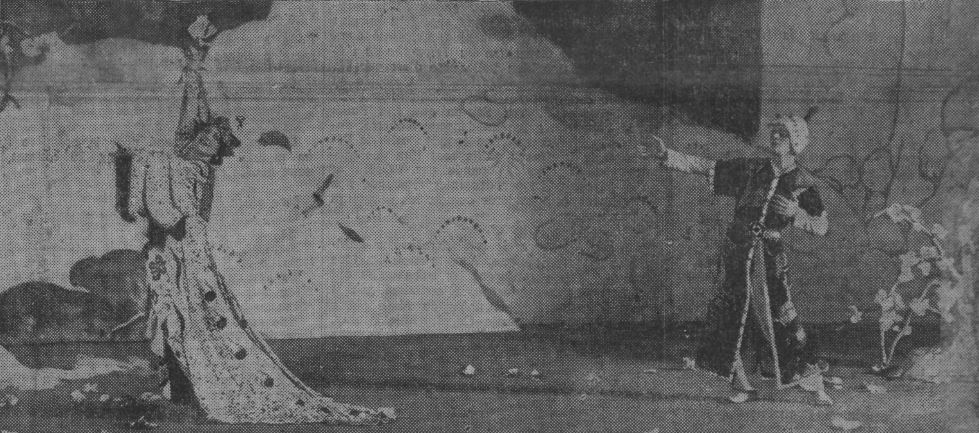
La Péri (1912)

La Péri ist ein Ballett in einem Akt, das von Paul Dukas zwischen 1909 und Dezember 1910 komponiert wurde, und vom Komponisten Poème dansé genannt. Es wurde am 22. April 1912 im Théâtre du Châtelet in Paris zur Uraufführung gebracht. Die Choreografie war von Ivan Clustine. Es geht darin um einen persischen Prinzen, der bis ans Ende der Welt wandert, um die Lotosblume, durch die der Mensch unsterblich werden kann, zu suchen, bis er schließlich auf ihre Beschützerin trifft, die Péri.

## Instrumentation
Die Orchesterbesetzung der Oper enthält die folgenden Instrumente:
- Holzbläser: drei Flöten (3. auch Piccolo), Englischhorn, zwei Oboen, zwei Klarinetten, eine Bassklarinette, drei Fagotte
- Blechbläser: vier Hörner, drei Trompeten, drei Posaunen, Tuba
- Pauken (drei Spieler), Becken, eine Große Trommel eine Kleine Trommel, Tamburin, ein Triangel, ein Xylophon, eine Celesta
- zwei Harfen
- Streicher